# Michael Bloomberg
Michael Rubens Bloomberg (Boston, Massachusetts, 14 de febrer de 1942) és un empresari, polític i filantrop estatunidenc. Fou alcalde de la ciutat de Nova York del 2002 al 2013, càrrec en el qual va succeir Rudy Giuliani. Segons la revista Forbes, el 2019 era la novena persona més rica del món.
Tot i que era un demòcrata, va presentar-se a les eleccions del 2001 com a republicà, i les va guanyar, i també el 2005. Bloomberg va abandonar el Partit Republicà per discrepàncies polítiques i ideològiques amb la cúpula del partit. El 2009 es va tornar a presentar, ara com a independent, i tornà a guanyar. Hagué de responsabilitzar-se de la reconstrucció de la ciutat després de la crisi de l'11 de setembre. El novembre de 2019, Bloomberg llançà la seva campanya per ser el candidat demòcrata a la presidència a les eleccions presidencials dels Estats Units de 2020, i la va retirar el març de 2020.
Va aparèixer representant-se a si mateix a l'espectacle Gossip Girl, ambientat en la ciutat de Nova York.